# Karl Semper

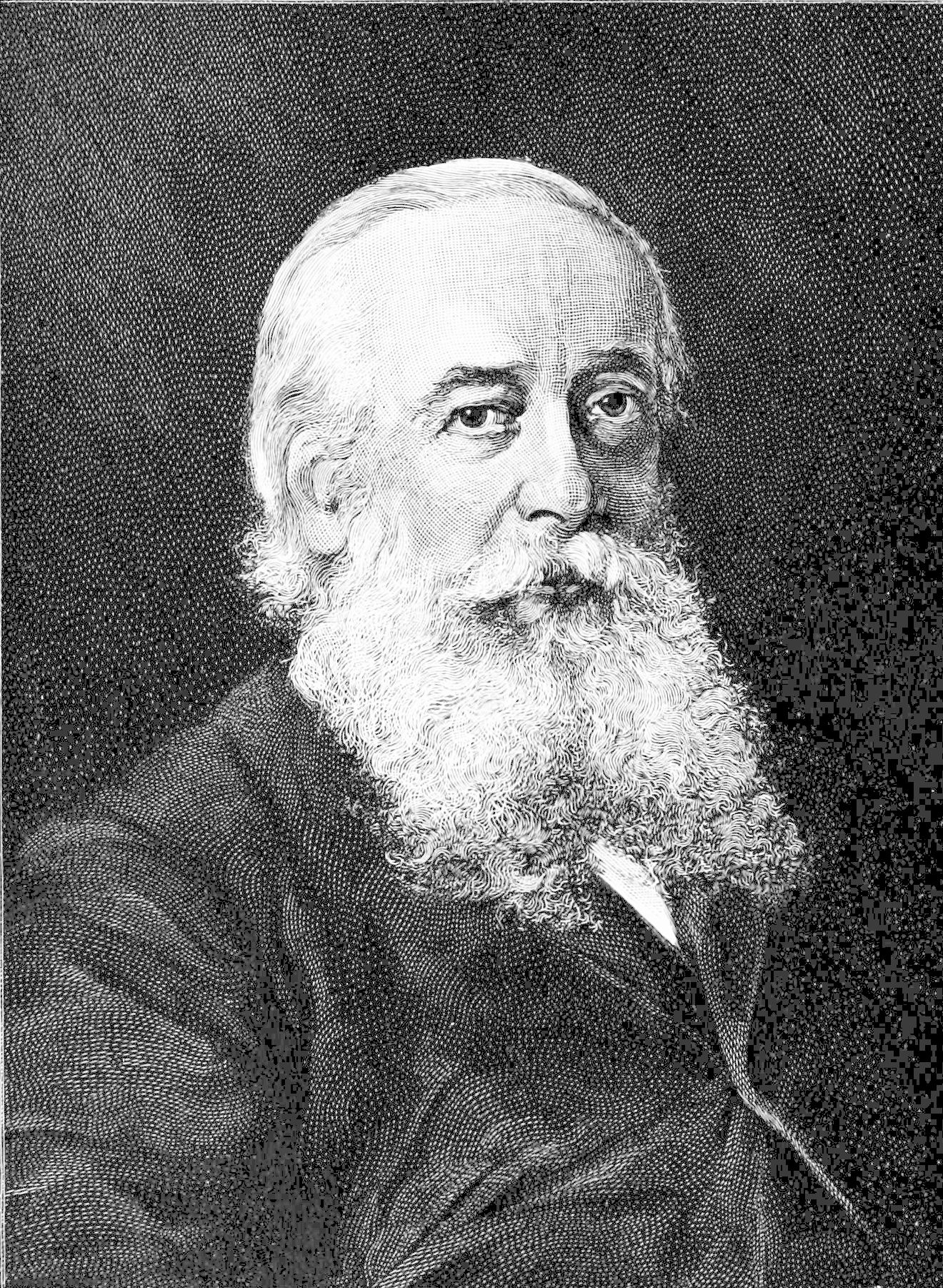
Karl Semper.

Karl Gottfried Semper, född 6 juli 1832 i Altona, död 29 maj 1893 i Würzburg, var en tysk zoolog. Han var brorson till Gottfried Semper.
Semper inledde sin högre utbildning vid Polytechnikum i Hannover men flyttade 1854 till Würzburgs universitet för att studera zoologi. Redan under studietiden publicerade han en rad bidrag i Zeitschrift für wissenschaftliche Zoologie. Efter att 1856 ha blivit filosofie doktor vid nämnda universitet genomförde han 1858–1865 en vetenskaplig expedition till Filippinerna och Palau. Han blev 1868 professor i zoologi och jämförande anatomi vid Würzburgs universitet samt 1872 därjämte direktor för zoologisk-zootomiska institutet. Med ett öppet brev uppträdde han 1877 som motståndare till Ernst Haeckel.
Ormarten Hydrophis semperi är namngiven efter honom.